# Jana od Kříže
Juana de la Cruz Vázquez y Gutiérrez, T.O.R. (3. května 1481, Azaña – 3. května 1534, Cubas de la Sagra) byla španělská římskokatolická mystička, členka III. františkánského řádu. Katolická církev ji uctívá jako blahoslavenou.

## Život
Narodila se dne 3. května 1481 v obci Azaña jako dcera Juana Vázqueze a Cataliny Gutiérrez, kteří byli prosperujícími farmáři v jejím rodném městě, později přejmenovaném na Numancia de la Sagra. V roce 1488 zemřela její matka, načež se rozhodla vstoupit do kláštera III. františkánského řádu Santa María de la Cruz de La Sagra v Cubas de la Sagra. Již během dospívání měla mystické prožitky a praktikovala umrtvování těla.
V roce 1496 však odešla žít s tetou a strýcem do Illescas. Vynikala nejen svoji krásou ale i ctnostmi, pročež upoutala pozornost urozeného rytíře Francisca de Laorte. Její otec ji s ním zasnoubil. Pro nátlak rodiny aby se vdala uprchla z domova v mužském přestrojení a byla přijata sestrami z kláštera Santa María de la Cruz de La Sagra. Poté se jí podařilo přesvědčit svého otce, aby jí povolil zůstat v klášteře, což se jí podařilo. Následující rok složila své sliby ve III. františkánském řádu a přijala jméno Juana de la Cruz (Jana od Kříže).
V roce 1506 ztratila na šest měsíců řeč a v tomto období prožívala mystická vidění, která se u ní projevovala stavy extáze, které trvaly do roku 1508, kdy se se svolením svých představených začala věnovat kázáním, která byla velmi vyhledávána. Mezi posluchači jejích kázání patřila řada španělských vůdčích osobností, jako císař Karel V., kardinál Francisco Jiménez de Cisneros, Gonzalo Fernández de Córdoba, nebo Juan de Austria.
Roku 1509 byla zvolena abatyší svého kláštera Santa María de la Cruz. Kardinál Cisneros, který si ji velmi vážil, ji a jejímu klášteru udělil, k nelibosti mnohých kněží, četná beneficia. Za jejího působení v pozici abatyše její klášter vzkvétal, jelikož sestrám, i nově vstupujícím, poskytovala dobré duchovní vedení. Kvůli naplnění svého kláštera zřídila nové komunity sester v Illescas, ve Fuensalidě a v San Martín de Valdeiglesias.
Když kardinál Cisneros v roce 1517 zemřel, řada církevních představitelů usilovala o odebrání jejích pravomocí, která ji jím udělená beneficia přisuzovala. Beneficia se jí podařilo obhájit, ale její potíže pokračovaly, když ji sestra Eufrasia, která byla členkou její komunity a chtěla převzít funkci abatyše, pomluvila před ostatními sestrami. Na základě křivých obvinění byla provinciálem odvolána z funkce abatyše kláštera. Toto rozhodnutí pokorně přijala a nabádala sestry, které byly na její straně, aby toto rozhodnutí také přijaly.
Sestra Eufrasia jako její nástupkyně dlouho nevydržela, kdy vážně onemocněla a litovala závisti a pomluv, kterých se na ní dopustila. Roku 1523 se opět stala abatyší. Roku 1524 ochrnula, avšak i nadále pokračovala ve svých kázáních.
Zemřela dne 3. května 1534 v Cubas de la Sagra, kde je také pohřbena ve svém klášteře Santa María de la Cruz de La Sagra.

## Úcta
Dne 18. března 2015 ji papež František podepsáním dekretu o jejích hrdinských ctnostech prohlásil za ctihodnou. Dne 25. listopadu 2024 ji papež František ekvivalentně blahořečil podepsáním dekretu o potvrzení jejího kultu v minulosti.
Její památka je připomínána 3. května. Bývá zobrazována v řeholním oděvu.